# John Muir National Historic Site
Le John Muir National Historic Site est un site historique national américain à Martinez, en Californie. Il a été créé le 31 août 1964 pour protéger la John Muir House, une demeure où John Muir a vécu et qui a été désignée National Historic Landmark dès le 29 décembre 1962. Le site couvre le mont Wanda et est inscrit au Registre national des lieux historiques depuis le 15 octobre 1966.